# Кнутс Скуєнієкс
Кнутс Куеніек (латис. Knuts Skujenieks; 5 вересня 1936, Рига — 25 липня 2022) — латвійський поет, журналіст, дисидент і перекладач з української та інших європейських мов.
Він провів своє дитинство поблизу міста Бауска. Пізніше навчався в Латвійському університеті в Ризі та в Літературному інституті імені Горького.
В 1962 році, звинувачений в антирадянській діяльності. Був ув'язнений на 7 років таборів в Мордовії, Росія.
В 2008 році був удостоєний нагороді від Балтійської асамблеї в сфері літератури.